# Sang e Rostam
Sang e Rostam (persisch سنگ رستم, DMG Sang-e Rostam, ‚Stein von Rostam‘) ist ein Dreitausender im Regierungsdistrikt Day Chopan (persisch داى چوپان, DMG Hirtendorf) der Provinz Zabul in Afghanistan.
Der Name des Berges bezieht sich auf Rostam, eine mythologische Figur, die unter anderem in Afghanistan völkerübergreifend als Nationalheld verehrt wird.